# Assedio di Antiochia (1098)
Il primo assedio di Antiochia, da parte dei cristiani della prima crociata, durò dal 21 ottobre 1097 fino al 2 giugno 1098.

Il secondo assedio, dei musulmani che tentarono di riprendere la città, durò dal 7 al 28 giugno 1098.

## Gli avvenimenti

### Antefatti
Antiochia era stata sottratta all'Impero bizantino dai Selgiuchidi pochi anni prima, nel 1085.
Le fortificazioni bizantine risalenti all'epoca di Giustiniano I erano state da poco riparate e rinforzate; i Selgiuchidi avevano preso la città grazie ad un tradimento e le mura erano rimaste intatte.

Dal 1088 la città era governata dal Selgiuchide Yaghisiyan che, ben informato dell'esercito dei crociati in marcia attraverso l'Anatolia nel 1097, chiese inutilmente aiuto alle nazioni musulmane confinanti.

Per prepararsi all'arrivo dei crociati, egli fece imprigionare il patriarca ortodosso di Antiochia, Giovanni l'Ossita, ed esiliò la popolazione bizantina ed armena ortodossa, mentre ai cittadini siriani ortodossi fu permesso di restare.

### Arrivo dei crociati
I crociati arrivarono sul fiume Oronte, alle porte di Antiochia, il 20 ottobre 1097.
I tre maggiori capi della crociata in quel momento, Goffredo di Buglione, Boemondo d'Altavilla e Raimondo IV di Tolosa inizialmente si trovarono in disaccordo su come procedere: Raimondo voleva lanciare un assalto diretto, mentre Goffredo e Boemondo preferivano iniziare l'assedio della città.

Raimondo acconsentì con riluttanza e il 21 ottobre i crociati circondarono in parte la città.

Anche se le fortificazioni bizantine della città erano abbastanza forti da resistere ad un attacco diretto, Yaghisiyan potrebbe non aver avuto abbastanza uomini per difenderle adeguatamente e egli si sentì sollevato ed incoraggiato nel vedere che i crociati non attaccarono immediatamente.

Boemondo si accampò all'angolo di nord-est della città, alla porta di San Paolo, Raimondo sistemò il suo campo ad ovest, alla porta del Cane, e Goffredo piazzò le sue truppe alla porta del Duca, ancora più ad ovest, dove un ponte di barche fu costruito attraverso l'Oronte fino al villaggio di Talenki.

A sud si ergeva la torre delle Due Sorelle ed all'angolo di nord-est la porta di San Giorgio, che non fu bloccata da i crociati e fu usata durante l'assedio per rifornire Yaghisiyan di cibo.

Sui lati est e sud della città c'era l'area collinare conosciuta come monte Silpius, dove erano localizzate la cittadella e la porta di Ferro.

### Primo assedio
A metà novembre arrivarono rinforzi per i crociati con il nipote di Boemondo, Tancredi, ed una flotta genovese attraccò al porto di San Simeone, portando rifornimenti ed ulteriori scorte di viveri.
L'assedio proseguì; in dicembre Goffredo si ammalò e le scorte di cibo, che erano state abbondanti, cominciarono a scarseggiare con l'approssimarsi dell'inverno.
Alla fine del mese Boemondo e Roberto II di Fiandra, con circa 20 000 uomini, andarono a sud in cerca di cibo. Yaghisiyan ne approfittò per tentare una sortita: uscì dalla porta di San Giorgio il 29 dicembre ed attaccò l'accampamento di Raimondo, oltre il fiume, a Talenki. Raimondo riuscì a respingerlo ma non poté espugnare la città.

Nel frattempo Boemondo e Roberto furono attaccati da un esercito agli ordini di Duqaq ibn Tutush di Damasco, che stava accorrendo verso nord in aiuto di Antiochia.

I crociati vinsero anche questo scontro, ma furono costretti a ritirarsi verso Antiochia con pochi viveri.

Il mese terminò con cattivi auspici per entrambe le parti: il 30 dicembre ci fu un terremoto, e l'aurora boreale la notte successiva; il freddo e le forti piogge fuori stagione delle settimane successive indussero Duqaq a ritirarsi senza ingaggiare di nuovo i crociati.

#### Carestia
La mancanza di viveri causò una carestia, nel campo crociato, che uccise sia uomini che cavalli, un uomo su sette morì di denutrizione e rimasero solo 700 cavalli.

Si suppone che alcuni dei soldati più poveri, i rimanenti della Crociata dei poveri guidata da Pietro l'Eremita e chiamati Tafur, si dessero al cannibalismo, mangiando i corpi dei turchi morti. Altri mangiarono i cavalli, sebbene alcuni cavalieri preferissero soffrire la fame. I cristiani locali, come pure l'esiliato Patriarca Ortodosso di Gerusalemme, Simeone, che viveva a Cipro, tentarono di inviare viveri ma non riuscirono a migliorare la situazione.

Alcuni cavalieri e soldati cominciarono a disertare nel gennaio del 1098, incluso Pietro l'Eremita, che fu subito ritrovato e riportato indietro al campo da Tancredi; il prestigio del predicatore ne fu offuscato.

#### Partenza di Taticius
In febbraio il legato e generale bizantino Taticius, che era rimasto con i crociati come consigliere e rappresentante dell'Imperatore Alessio I, improvvisamente lasciò insieme ai suoi 2 000 uomini, l'esercito dei crociati.
Secondo Anna Comnena, che presumibilmente parlò personalmente con Taticius, i crociati rifiutarono di ascoltare i suoi consigli e Boemondo lo informò del fatto che gli altri leader avevano deciso di ucciderlo perché ritenevano che Alessio stesse segretamente incoraggiando i Turchi. Boemondo, d'altra parte, dichiarò che la partenza di Taticius era un atto di tradimento o codardia, ragione sufficiente a rompere ogni accordo di restituzione di Antiochia ai Bizantini, e minacciò di partire anche lui a meno che non avesse potuto tenere Antiochia per se stesso, qualora fosse stata conquistata.

Pienamente coscienti del fatto che Boemondo progettava di prendere la città per se stesso, e che egli probabilmente aveva congegnato la partenza di Taticius a questo scopo, Goffredo e Raimondo non si piegarono al ricatto, ma i cavalieri minori ed i soldati diedero ragione a Boemondo ed egli guadagnò le loro simpatie.

Durante questi eventi, Yaghisiyan continuò a cercare aiuto dai suoi vicini, ed un esercito al comando di Ridwan arrivò ad Antiochia da Aleppo.

Come era accaduto a Duqaq, anch'egli fu sconfitto ad Harim, fuori le mura di Antiochia, il 9 febbraio.

#### Rinforzi inglesi

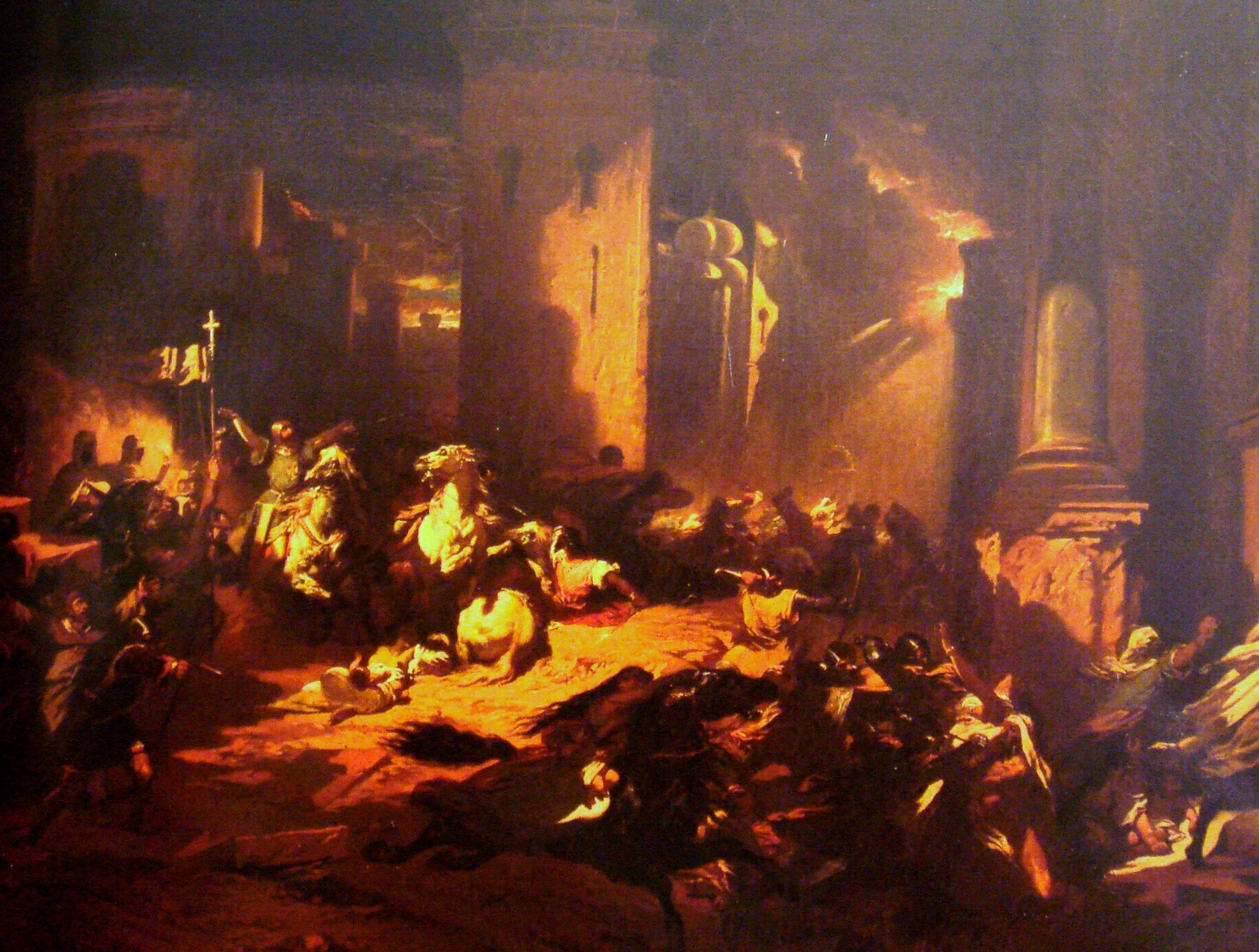
Cattura di Antiochia da parte di Boemondo di Taranto nel giugno 1098, dipinto da Louis Gallait nel 1840.

In marzo una flotta inglese guidata da Edgardo Atheling, proclamato re d'Inghilterra, arrivò a San Simeone da Costantinopoli, dove Edgardo viveva in esilio. Essa portava i materiali necessari per costruire macchine da assedio, ma questi furono quasi persi quando, il 6 marzo, Raimondo e Boemondo (nessuno dei due si fidava dell'altro abbastanza da lasciarlo da solo con i materiali) furono attaccati sulla strada di ritorno ad Antiochia da un distaccamento della guarnigione di Yaghisiyan.

Con l'aiuto di Goffredo il distaccamento nemico fu sconfitto ed i materiali furono portati al sicuro.

Sebbene Edgardo avesse ricevuto la sua flotta ed i materiali per l'assedio dall'imperatore Alessio, i crociati non lo considerarono un diretto aiuto di Bisanzio.
I crociati avviarono la costruzione delle macchine da assedio ed anche di un forte, che chiamarono ‘'La Mahomerie'’, per bloccare la Porta del Ponte e prevenire attacchi di Yaghisiyan alle linee di rifornimento dai porti di San Simeone ed Alessandretta, inoltre ripararono il monastero abbandonato ad ovest della Porta di San Giorgio, che era usato per far arrivare viveri alla città.
Tancredi assegnò una guarnigione al monastero, citato nelle cronache come Forte di Tancredi, per 400 marchi d'argento, mentre il conte Raimondo di Tolosa prese il controllo de ‘'La Mahomerie'’.
Infine l'assedio dei crociati arrivò ad avere qualche efficacia sulla ben difesa città.
Gli approvvigionamenti di viveri migliorarono per i crociati all'avvicinarsi della primavera mentre le incursioni dalla città furono bloccate.

#### Delegazione Fatimide
In aprile una delegazione fatimide dall'Egitto arrivò al campo dei crociati, nella speranza di stabilire una pace con i Cristiani, che erano, dopo tutto, i nemici dei loro stessi nemici, i Selgiuchidi.
Pietro l'eremita, che parlava bene l'arabo, fu inviato a negoziare; ma questi negoziati non portarono a nulla.
I Fatimidi, presumendo che i crociati fossero semplici mercenari rappresentanti dei bizantini, erano preparati a lasciare ai crociati la Siria se loro accettavano di non attaccare la fatimide Palestina, una proposta perfettamente accettabile tra Egitto e Bisanzio prima dell'invasione Turca.
Ma i crociati non potevano concludere nessun accordo prevedente la rinuncia a Gerusalemme. Nondimeno i Fatimidi furono trattati con ospitalità e furono loro offerti molti doni, dal bottino razziato ai turchi che erano stati sconfitti in marzo, ma nessun accordo definitivo venne raggiunto.

#### Presa di Antiochia

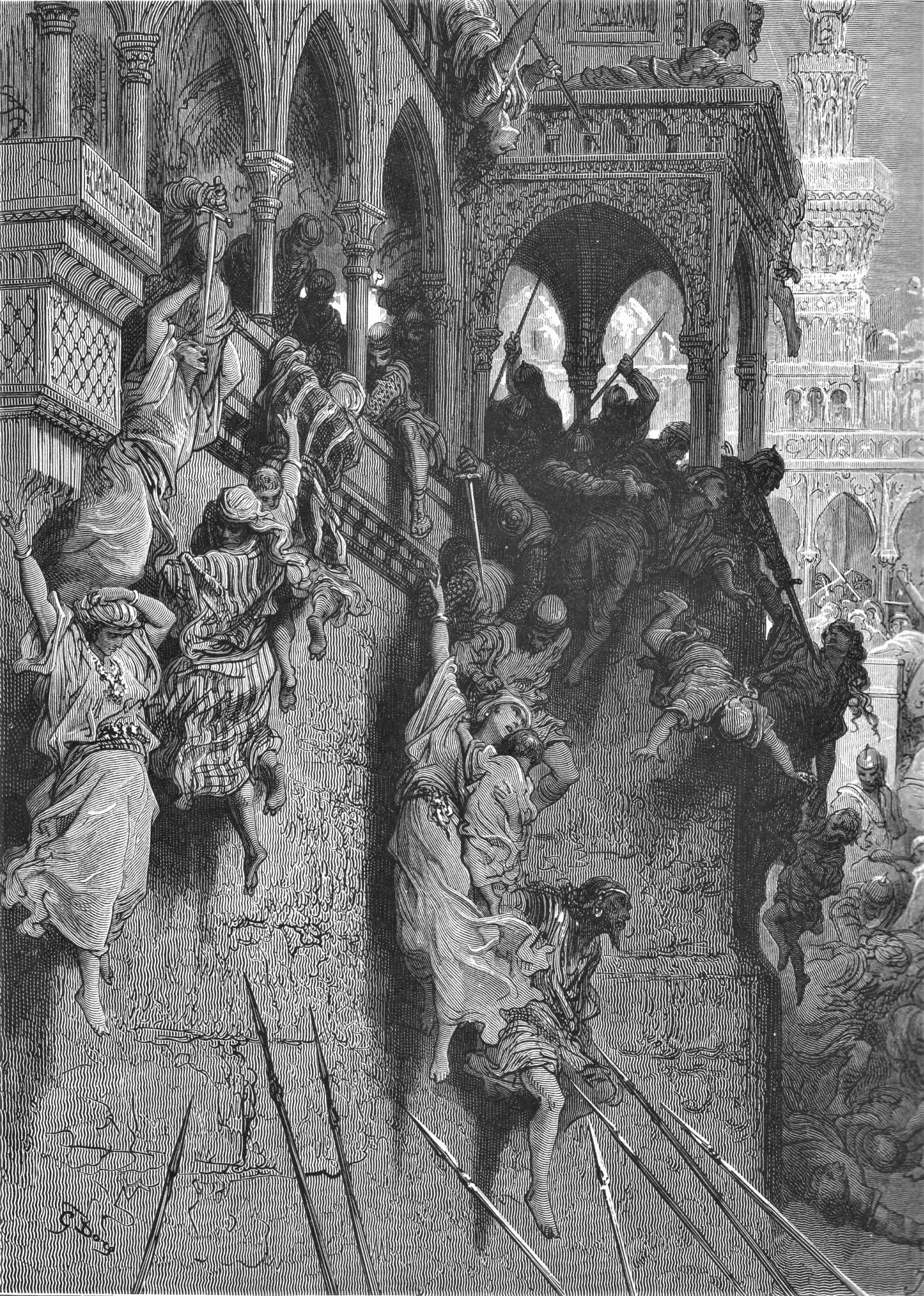
Il Massacro di Antiochia, di Gustave Doré (1832-1883).

L'assedio proseguì alla fine di maggio 1098 quando un altro esercito musulmano da Mosul, agli ordini di Kerbogha, si avvicinò ad Antiochia.

Questo esercito era molto più grande dei precedenti che avevano tentato di togliere l'assedio. Kerbogha si era unito con Ridwan e Duqaq ed il suo esercito comprendeva truppe dalla Persia e dagli Artuqidi di Mesopotamia.

Fortunatamente per i crociati fu loro concesso il tempo di prepararsi perché Kerbogha fece una deviazione di tre settimane ad Edessa, che egli non fu in grado di riprendere da Baldovino di Boulogne, che l'aveva conquistata qualche mese prima, in quello stesso anno 1098.
I crociati si resero conto che, per avere qualche possibilità di sopravvivere, avrebbero dovuto conquistare la città prima dell'arrivo di Kerbogha.

Boemondo stabilì dei contatti segreti con Firouz, una guardia Armenia che controllava la Torre delle Due Sorelle ed aveva motivi di rancore con Yaghisiyan, e lo corruppe perché aprisse le porte.

Egli quindi offrì agli altri crociati la possibilità di entrare in Antiochia, per mezzo di Firouz, se essi avessero accettato di lasciargli la città.

Raimondo era furioso ed obiettò che la città avrebbe dovuto essere restituita ad Alessio, come concordato quando avevano lasciato Costantinopoli nel 1097, ma Goffredo, Tancredi, Roberto e gli altri comandanti si trovavano in una situazione disperata e dovettero accettare le richieste di Boemondo.

Vi erano nell'esercito dei Franchi 9 Conti preposti al loro comando, secondo alcuni autori Boemondo li raccolse a consiglio e domandò a chi dovesse andare Antiochia una volta conquistata, si accordarono, dato che ognuno la richiedeva per sé, a guidare l'assedio una settimana l'uno, concordando che essa sarebbe andata a chi, nella sua settimana, sarebbe riuscito ad espugnarla. Il 2 giugno, Stefano di Blois ed alcuni degli altri crociati disertarono.
Più tardi quello stesso giorno Boemondo, d'accordo con Firouz, fece muovere l'esercito fingendo di voler andare incontro a Kerbogha, ma nella notte tornò indietro verso la città e guidò alcuni crociati nella scalata della Torre delle Due Sorelle, che era stata affidata a Firou; i crociati conquistarono poi le torri immediatamente vicine e consentirono ad altri crociati di entrare in città.

I cristiani rimasti nella città aprirono le altre porte e parteciparono anch'essi al massacro degli odiati Turchi (uomini, donne e bambini). I crociati, peraltro, uccisero alcuni dei cristiani insieme con i musulmani, ed anche il fratello dello stesso Firouz. Yaghisiyan fuggì dalla città ma fu catturato da alcuni cristiani siriani; fu decapitato e la sua testa portata a Boemondo.

### Secondo assedio

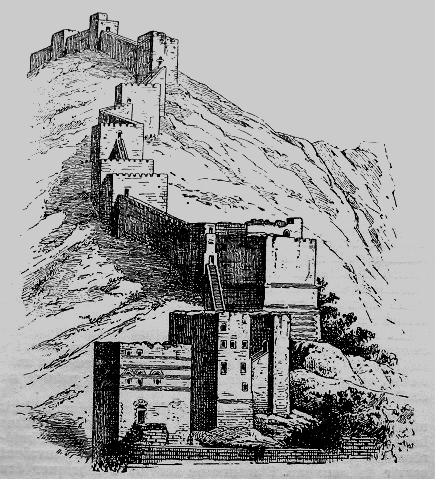
Le fortificazioni di Antiochia abbarbicate sul Monte Silpius, all'epoca delle Crociate.

Alla fine della giornata del 3 giugno, i crociati controllavano la maggior parte della città, ad eccezione della cittadella, che rimase nelle mani di Shams al-Dawla, figlio di Yaghisiyan.

Giovanni l'Ossita fu reinsediato come patriarca da Ademaro di Monteil, il Legato pontificio, che desiderava mantenere buone relazioni con i bizantini, soprattutto perché Boemondo stava chiaramente pianificando di reclamare la città per se stesso.
Comunque la città era a corto di viveri, e l'esercito di Kerbogha arrivò solo due giorni più tardi, il 5 giugno.

Egli tentò, il 7 giugno, di travolgere le difese della città, ma fallì ed il 9 giugno prese a sua volta d'assedio Antiochia.
Molti crociati che avevano disertato prima dell'arrivo di Kerbogha, raggiunsero Stefano di Blois a Tarso.
Stefano aveva visto l'esercito di Kerbogha accampato vicino ad Antiochia e ritenne che non ci fossero speranze; i disertori confermarono le sue paure.

Sulla via di ritorno a Costantinopoli, Stefano e gli altri disertori incontrarono Alessio, che era in arrivo per aiutare i crociati e non sapeva che ora erano essi stessi sotto assedio dopo aver preso la città.

Stefano convinse Alessio che non era possibile salvare il resto dei crociati; Alessio, che aveva saputo dai suoi ricognitori che un altro esercito selgiuchide si avvicinava in Anatolia, decise di tornare a Costantinopoli piuttosto che rischiare una battaglia.

#### Scoperta della Lancia Sacra
Frattanto ad Antiochia, il 10 giugno, un povero ed altrimenti insignificante monaco, di nome Pietro Bartolomeo dichiarò di aver avuto una visione di Sant'Andrea apostolo, che gli aveva rivelato che la Lancia Sacra era dentro la città.

I denutriti crociati erano soggetti a visioni ed allucinazioni, ed un altro monaco chiamato Stefano di Valence raccontò di visioni di Gesù e della Vergine Maria.

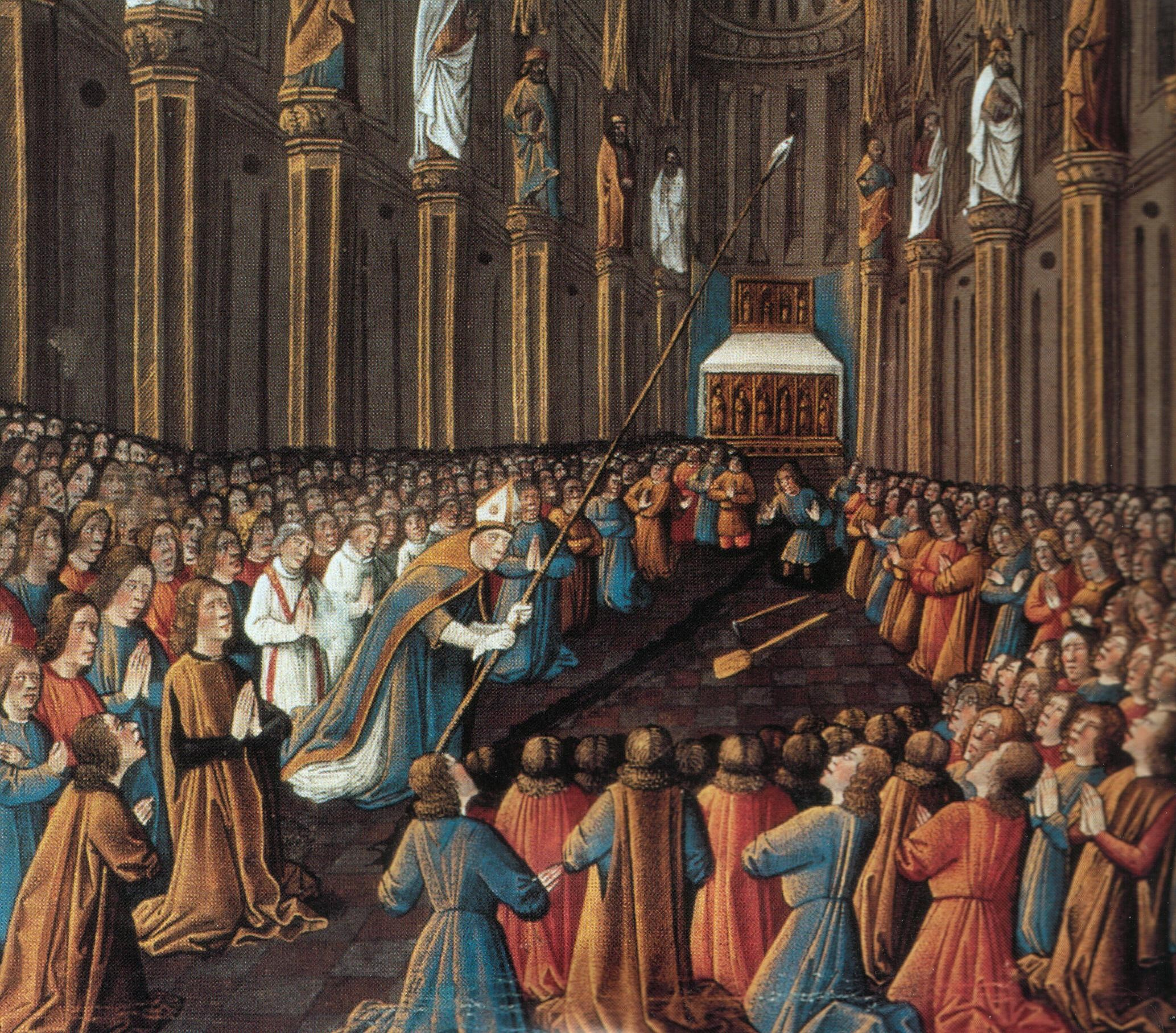
La scoperta della Lancia Sacra, miniatura del XV secolo.

Il 14 giugno una meteora fu vista cadere nel campo nemico, ed interpretata come un buon segno.

Sebbene Ademaro fosse sospettoso poiché aveva visto una reliquia della Lancia Sacra a Costantinopoli, Raimondo credette a Pietro.
Raimondo, Raimondo di Aguilers, Guglielmo vescovo d'Orange ed altri, il 15 giugno, cominciarono a scavare nella cattedrale di San Pietro, e quando essi uscirono a mani vuote, Pietro andò alla fossa, scese giù, e tirò fuori una punta di lancia.

Raimondo disse che era un segno divino che essi sarebbero sopravvissuti e quindi preparò lo scontro finale invece di arrendersi.
Pietro quindi raccontò di un'altra visione nella quale Sant'Andrea diceva all'esercito crociato di digiunare per cinque giorni (sebbene essi stessero già morendo di fame), dopo di che sarebbero stati vittoriosi.
Boemondo era scettico a proposito della Sacra Lancia, ma non c'era dubbio sul fatto che la sua scoperta aveva sollevato il morale dei crociati.

È anche possibile che Pietro stesse raccontando quello che gli diceva Boemondo, piuttosto che quello che gli diceva Sant'Andrea.
Boemondo sapeva, dalle spie nel campo di Kerbogha, che c'erano frequenti discussioni tra le varie fazioni, e che probabilmente in battaglia non avrebbero operato come una unità coesa.

Il 27 giugno Pietro l'Eremita fu inviato da Boemondo a negoziare con Kerbogha, ma questo si dimostrò inutile e la battaglia con i Turchi fu quindi inevitabile.

Boemondo divise le forze in sei contingenti: uno sotto il suo comando e gli altri cinque agli ordini di Ugo I di Vermandois e Roberto di Fiandra, Goffredo, Roberto di Normandia, Ademaro e Tancredi e
Gaston IV de Béarn. Raimondo, che si era ammalato, rimase con 200 uomini nella città a guardia della cittadella, ora tenuta da Ahmad ibn Marwan, inviato da Kerbogha.

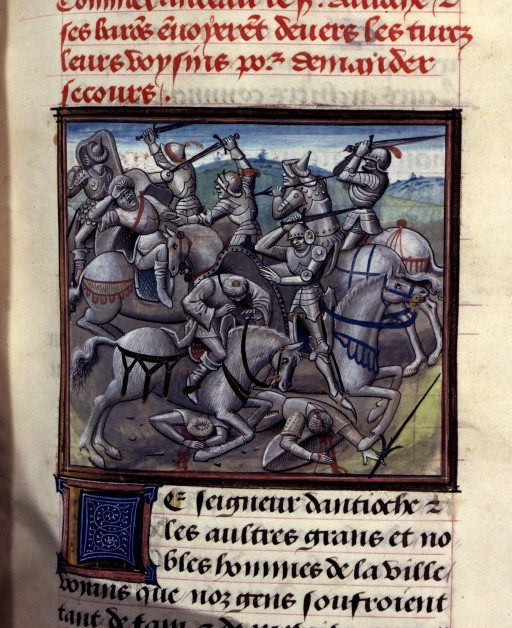
Battaglia di Antiochia.
Guglielmo di Tiro, Historia
Miniatura del XV secolo.

#### Battaglia di Antiochia
Lunedì 28 giugno I crociati uscirono dalle porte della città, preceduti da Raimondo d'Aguilers con la Sacra Lancia.
Kerbogha esitò, contro il parere generale, sperando di attaccare i nemici tutti insieme invece che un contingente per volta, ma egli sottovalutò il loro numero.

Egli finse di ritirarsi, per attirare i crociati su un terreno più irregolare, mentre i suoi arcieri bersagliavano continuamente i nemici avanzanti con le loro frecce.

Un distaccamento fu inviato contro l'ala sinistra dei crociati, che non era protetta dal fiume, ma Boemondo formò rapidamente un settimo contingente che li respinse.

I Turchi stavano infliggendo gravi perdite, compreso il portastendardo di Ademaro, e Kerbogha diede fuoco all'erba tra la sua posizione ed i crociati, ma questo non li fermò: essi avevano visioni di tre santi che cavalcavano al loro fianco: San Giorgio, San Demetrio e San Maurizio.

La battaglia fu breve. Quando i crociati raggiunsero le linee di Kerbogha, Duqaq disertò, e la maggior parte degli altri Turchi furono presi dal panico. Presto l'intero esercito musulmano fu in ritirata.

### Conseguenze

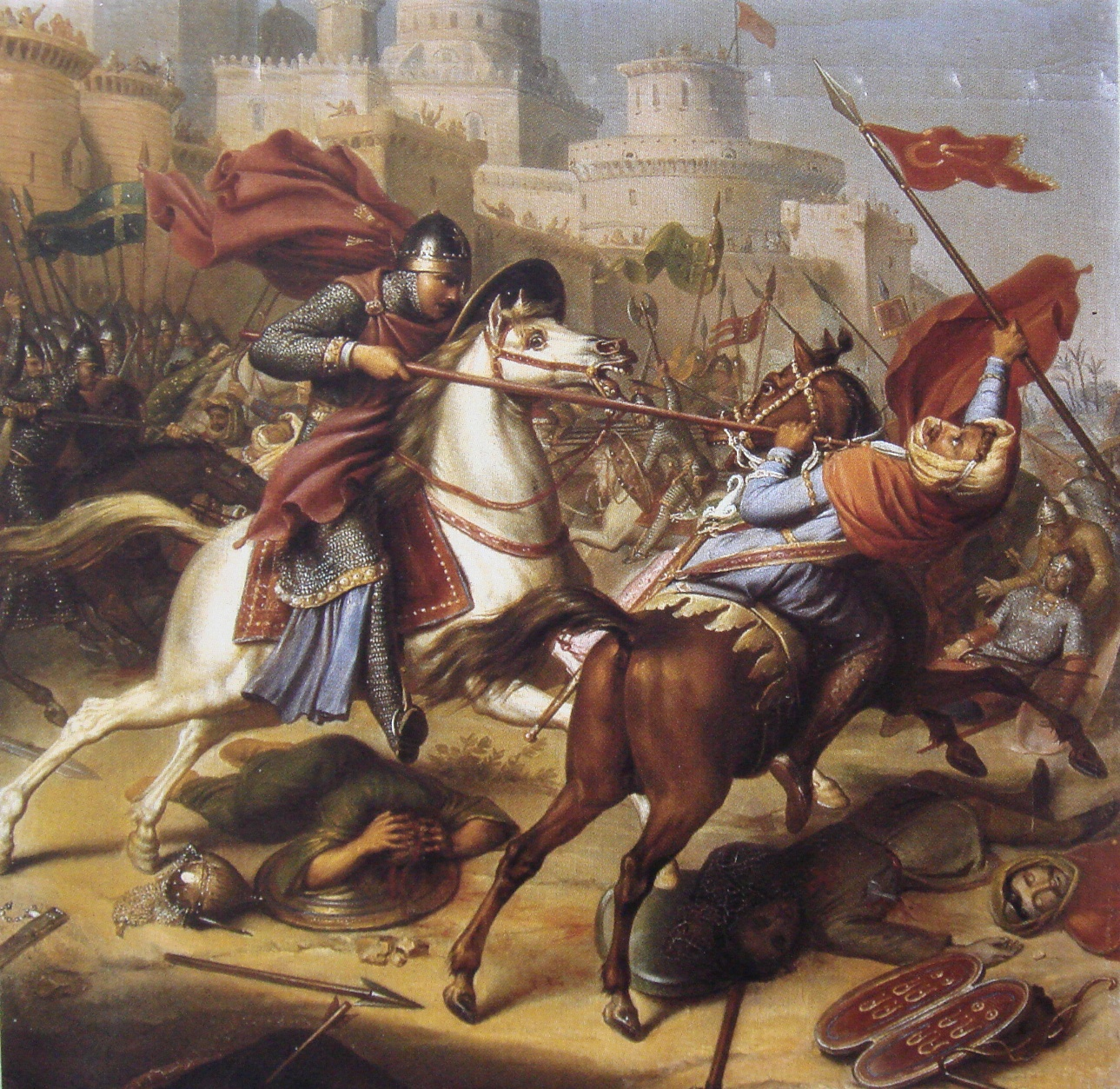
Roberto II di Normandia, all'Assedio di Antiochia, dipinto di J. J. Dassy del 1850.

Alla fuga di Kerbogha, la cittadella sotto il comando di Ahmed ibn Merwan si arrese, ma solo a Boemondo personalmente, invece che a Raimondo, secondo accordi che, sembra, erano stati presi in precedenza senza informare Raimondo.
Come previsto Boemondo reclamò la sua signoria sulla città, sebbene Ademaro e Raimondo non fossero d'accordo.
Ugo I di Vermandois e Baldovino di Hainaut furono inviati a Costantinopoli, ma Baldovino scomparve in una imboscata lungo la strada.
Alessio, comunque, non intendeva inviare una spedizione per reclamare la città in estate avanzata. Da Antiochia Boemondo arguì che Alessio aveva disertato la crociata e quindi invalidato tutti loro giuramenti.
Boemondo e Raimondo occuparono il palazzo di Yaghisyan, ma Boemondo controllava la maggior parte del resto della città ed innalzò il suo stendardo sulla cittadella.
È comunemente ritenuto che i Franchi della Francia del nord, i Provenzali della Francia meridionale, ed i Normanni dell'Italia del sud si consideravano come ‘'nazioni'’ separate e che ciascuno voleva incrementare il suo status.
Questo fatto può aver scatenato delle dispute, ma l'ambizione personale fu più probabilmente la causa delle lotte intestine.
Poco dopo esplose un'epidemia, probabilmente di tifo esantematico, ed il 1º agosto il Legato Pontificio Ademaro morì.
In settembre i comandanti crociati scrissero al Papa Urbano II, chiedendogli di prendere personalmente il controllo di Antiochia, ma egli non accettò. Per il resto del 1098, essi acquisirono il controllo del territorio attorno ad Antiochia, sebbene rimanessero ancor meno cavalli di prima ed i contadini musulmani rifiutassero di rifornirli di viveri.

La fame tornò a diffondersi, i cavalieri minori ed i soldati divennero inquieti e minacciarono di continuare verso Gerusalemme anche senza i loro litigiosi comandanti.

In novembre, Raimondo cedette alle richieste di Boemondo, per poter continuare la crociata in pace e per calmare le truppe affamate e ribelli.

All'inizio del 1099 la marcia fu ripresa, lasciando indietro Boemondo come primo Principe d'Antiochia, ed a primavera iniziò l'Assedio di Gerusalemme sotto il comando di Raimondo.
Il successo ad Antiochia fu eccessivo per i nemici di Pietro Bartolomeo, le sue visioni erano troppo convenienti e marziali, ed egli fu apertamente accusato di mentire.

Sfidato, Pietro si offrì di sottoporsi ad un'ordalia del fuoco, per provare che era guidato da Dio; trovandosi in terra Biblica, essi scelsero un'ordalia Biblica: Pietro sarebbe passato attraverso una fornace ardente e protetto dagli angeli di Dio.
I crociati costruirono un sentiero tra due mura di fuoco che Pietro doveva percorrere; egli lo fece e fu orribilmente ustionato, morì dopo dodici giorni d'agonia.

Non si parlò più della Sacra Lancia, sebbene una fazione continuò a sostenere che Pietro era sincero e che quella era in effetti la vera lancia di Longino.
L'Assedio di Antiochia divenne rapidamente leggendario, e nel XII secolo fu il soggetto della Chanson d'Antioche, una chanson de geste nel Ciclo della crociata.